# Scopula violata
Scopula violata là một loài bướm đêm trong họ Geometridae.